# Aramanik jezik
Aramanik jezik (laramanik, "ndorobo", "dorobo"; ISO 639-3: aam), istočnosudanski jezik, uže nilotske skupine podskupine nandi, koji se govori na platou Masaai Steppe, u regiji Arusha, Tanzanija.
3.000 govornika (2002).

## Vanjske poveznice
- Ethnologue (14th)
- Ethnologue (15th)